# Miłachowo (województwo pomorskie)
Miłachowo – osada w Polsce położona w województwie pomorskim, w powiecie człuchowskim, w gminie Debrzno.
Osada przy zachodniej granicy Debrzna.
W latach 1975–1998 miejscowość administracyjnie należała do województwa słupskiego.
W roku 2021 zamieszkana przez 212 osób.